# Rony Brauman
Pour les articles homonymes, voir Brauman.
Rony Brauman, né le 19 juin 1950 à Jérusalem, est un médecin français spécialisé en pathologies tropicales. Il est principalement connu pour son rôle dans l'humanitaire, en particulier pour avoir dirigé les équipes médicales de l'association Médecins sans frontières (MSF) de 1982 à 1994.

## Biographie

### Famille
Ses grands-parents sont d'origine juive polonaise et parlent le yiddish. Son père, Jean Brauman, courtier en assurances, fut un résistant et un militant sioniste, qui s'installa avec sa famille en Israël dès la création de cet État en 1948. À 5 ans, il part vivre avec sa mère, Génia Sauer, en France.
Rony Brauman est le père de deux enfants : Guillaume et Sarah.
Il est le cousin du cinéaste Eyal Sivan.

### Scolarité et jeunesse
Les hasards de la sectorisation font qu'il effectue sa scolarité au lycée Lakanal où il perçoit un écart entre sa famille et celle des autres mais trouve dans la politique un moyen de dépasser ces différences. Dans le sillage du leader local André Loth, qu'il retrouvera à la Gauche prolétarienne, il milite très jeune contre le mouvement d'extrême-droite Occident, qui a implanté un groupe nombreux de militants actifs dans son propre lycée, sur les murs duquel sont affichés des slogans visant un des professeurs pour ses idées, du type « Occident veille », sur 8 mètres de long, avec la croix de Malte. Il reçoit un coup de matraque lors de sa première manifestation, à quinze ans, contre la guerre du Vietnam, où il est pris dans un affrontement entre militants du PCF et de l'extrême-gauche, puis devient militant de la fédération anarchiste où il rencontre des ouvriers qui le font lire sur l'histoire du mouvement social.
Il obtient le baccalauréat en 1967, puis, ayant toujours voulu devenir médecin, fait des études de médecine. Séduit par les slogans de Mai 68 il participe au saccage de la Bourse de Paris mais reconnait avoir été impressionné par la contre-manifestation gaulliste, puis part en Yougoslavie. Lors de l'année universitaire 1968-1969, il devient maoïste dans le mouvement gauche prolétarienne, à l'âge de 18 ans, le jour où son journal La Cause du Peuple fait disparaitre Staline de son logo. Il ne le quitte qu'à l'âge de 22 ans, en 1973, après en avoir été « quasi permanent ».
Issu d'une famille où « personne n’avait fait d’études », il est indisposé par les discours élitistes des dirigeants de la gauche prolétarienne parlant de « détruire l'université »,, et préfère s'investir « engagé dans le service d'ordre »,, où il prend de l'assurance et du galon en effectuant « dix heures de karaté par semaine », « dans un club politique » où est « enseignée la bagarre de rue » avec pour professeur un « japonais nationaliste d’extrême droite », qui entraîne à se « bagarrer dans des bistrots et la rue », mais il a du mal à « frapper sans retenir ses coups ».
Lors de la dispersion des manifestations, il prenait « régulièrement un coup de matraque ou quelques coups de pieds dans les côtes » car il se « faisait attraper », alors qu'entre 1968 et 1972, environ 1 000 “gépistes” passent en prison. Parmi les « plus radicaux », il rejoint ses « troupes de choc », qui mènent, comme celles de la Ligue communiste, des actions d'éclat comme  planter le drapeau palestinien sur l’ambassade de Jordanie à Paris pour protester contre l'attitude de l'armée jordanienne contre les Palestiniens de septembre 1970 à juillet 1971, ou déloger une milice patronale à Poissy où elle est dirigée par Jean-Gilles Malliarakis, cofondateur d'Ordre nouveau à la Mutualité en mai 1970, après avoir été arrêté par la police[réf. non conforme] lors de l'attaque-commando 2 mai 1969 du GUD à l'intérieur du lycée Louis-le-Grand avec Roger Holeindre[réf. non conforme] puis relâché. Donnant coups de poing et coups de bâton, il regrettera ensuite avoir participé à la sortie de Renault-Billancourt à un passage à tabac de petits cadres à coups de manche de pioche et se souvient d'avoir refusé de participer à l'assassinat d'un policier infiltré, réclamé par Alain Geismar, dirigeant de la Gauche prolétarienne, qu'il quitte peu avant qu'elle ait « la bonne idée de s'autodissoudre » en septembre 1973[réf. non conforme]. Il devient alors infirmier de nuit dans une unité de cancérologie et reprend ses études.
Quand il découvre l’existence de Médecins Sans Frontières en 1972-1973, il « était encore militant », et la médecine de ce type lui semble surtout « un amusement de petit-bourgeois ».

### Carrière

#### Premières missions
Rony Brauman se présente à Médecins sans frontières pour aller au Liban. Il y est accueilli par Xavier Emmanuelli, qu'il a connu dans ses années militantes lorsqu'il était étudiant à l'hôpital Cochin, et celui-ci lui refuse par deux fois des missions en 1975 et 1978 en raison de son allure de gauchiste mais sans le lui dire,. Il devient alors en 1976 médecin de bord sur un navire-câblier, poseur de câbles téléphoniques sous-marins le long de la côte occidentale de l'Afrique puis part en 1975-76 au Bénin pour un remplacement chez Medicus Mundi (es) comme médecin chef d’un petit hôpital de brousse catholique équipé d'un petit bloc chirurgical et d'un petit laboratoire, « une expérience fondatrice ». Au cours de cette mission, il lit Cambodge année zéro de François Ponchaud, qui raconte le désastre khmer rouge, qu'il avait déjà « commencé à comprendre ». Il travaille ensuite à l’hôpital de Djibouti.
À son retour en France, en 1978, il voit une annonce de Médecins Sans Frontières qui cherche à recruter deux médecins pour la Thaïlande, qui accueille précisément des rescapés du désastre khmer rouge. Claude Malhuret, qui l'a aussi connu étudiant et qui « avait fait carrément son passage à droite », et Emmanuelli le recrutent, alors qu'il  n'est « plus du tout communiste » ni militant. Il obtient ainsi sa première mission, de trois mois, et part après avoir été réformé du service militaire au bout de seulement un mois de classes. Il est chargé par le Haut-Commissariat aux Réfugiés et Terre des Hommes de « monter un petit hôpital dans un camp de réfugiés à la frontière cambodgienne ». C'est l'année où Bernard Kouchner engage le nom de MSF sur l'opération humanitaire L'Île de Lumière.
Juste après l'émission, « Les Dossiers de l'écran » du 27 novembre 1979 sur le thème : « Cambodge, un peuple assassiné », il est invité à déjeuner avec Xavier Emmanuelli, président, et Claude Malhuret, secrétaire général de MSF, par le député UDF Jean-Pierre Pierre-Bloch, qui leur propose une « Marche pour la survie du Cambodge » à la frontière avec la Thaïlande, où entre novembre et décembre MSF double son nombre de médecins, pour réclamer son ouverture à un convoi terrestre MSF.
Il devient le « premier médecin permanent de MSF », à 5 000 francs par mois, grâce à son expérience, opérant en « indépendant », pour des missions exploratoires d'installation de dispensaires, de petits blocs. Il est amené à « bouger énormément, trois semaines ici, deux mois là », dans « la plupart des camps de réfugiés dans le monde », notamment en Érythrée, pour des réfugiés éthiopiens du Soudan, au Pakistan pour des réfugiés afghans, au Honduras pour des réfugiés du Nicaragua et du Salvador, mais aussi en Thaïlande, à Djibouti, en Indonésie, au Cambodge et au Rwanda, à une époque où « 90 % des réfugiés fuyaient les régimes communistes » et la « plupart des guérillas menaient des combats d’émancipation anticommuniste », car « l’expansion soviétique dans le Tiers monde est la plus rapide ». Après le Cambodge, il estime que « le régime demandait de l’aide pour les victimes d’une famine inexistante mais à laquelle tout le monde croyait ».
En 1980, il intervient au Tchad en guerre puis se rend en Ouganda, alors touché par une guerre et une famine, ses missions lui font prendre conscience de la nécessité pour une ONG de disposer de capacités d’expertise et d’action autonomes.

#### Président de Médecins sans frontières France
Président de Médecins sans frontières France (de 1982 à 1994), Rony Brauman continue à exercer. Il est élu quatre ans après la scission de MSF qui a vu la plupart des fondateurs quitter l'association derrière Bernard Kouchner pour fonder Médecins du Monde, tandis que Claude Malhuret était élu président (1978). Celui-ci voulait doter MSF d'une structure permanente, avec des professionnels salariés, ce que refusait Kouchner, partisan de garder à MSF un caractère informel, bénévole. Pendant sa présidence (1982-1994), MSF multiplie par dix le volume des soins et leur budget en douze ans.
Lors de la Famine de 1984-1985 en Éthiopie, en France, un collectif d'artistes donne naissance à l'association Chanteurs sans frontières qui enregistre en mars 1985, la chanson SOS Éthiopie. Cependant, Rony Brauman observe que les secours humanitaires renforcent la politique de déplacement forcé du gouvernement éthiopien, grâce à des enquêtes menées par des ONG dans les camps de réfugiés du Soudan et de Somalie, pays voisins, avec une « véritable chirurgie sociale, avec dékoulakisation, collectivisation accélérée des terres ». Les paroles de Chanteurs sans frontières, écrites par Renaud, sont retouchées par Jean-Jacques Goldman pour tenir compte de ce point de vue.
Selon Claude Malhuret, Rony Brauman appelle les organisations humanitaires et les donateurs occidentaux à suspendre leur action, ce dont le prix est l'expulsion de MSF d’Éthiopie, estimant faire « face à une campagne de désinformation », ce qui sera ensuite contesté par Claude Julien dans Le Monde diplomatique en juillet 1987.
Effectuant à cette occasion son apprentissage du débat public, en pleine guerre froide, il déplore qu'au lieu de dénoncer cette situation, le chanteur Bob Geldof, animateur de Band Aid, ait mis « son talent et son énergie à défendre le régime éthiopien », et se sent « tout à fait en phase avec les ténors de l'antitotalitarisme et de l'anti-tiers-mondisme, Bernard-Henri Lévy et Pascal Bruckner en particulier », avec qui ses relations se dégraderont ensuite . Au même moment est fondée par MSF début 1985 la fondation Liberté sans frontières, dont la présidence est confiée à Claude Malhuret, directeur de MSF, et dans laquelle il s'investit, notamment pour organiser un colloque[réf. non conforme], destiné à « donner à l’humanitaire une structure intellectuelle, une culture qui échappe au tiers-mondisme », à la suite de « toute une série de réflexions personnelles sur l’humanitaire et ses rapports avec le pouvoir » qui convergent vers « l'idée du lien fondamental entre l'autonomie de la société civile, le mouvement de démocratisation et le développement économique ». Les expériences du Cambodge puis de l’Éthiopie, où les « dons ont été massivement accaparés par le régime prosoviétique » d’Addis-Abeba, sont selon lui « l'origine de la création de l’association « Libertés sans frontières » ». Celle-ci estime dès 1987 que « le problème de la dette des pays en développement est désormais moins central, et moins susceptible d'ébranler les fondements du système international ». Il est ensuite directeur de recherches de ce qui devient la « Fondation Médecins Sans Frontières ».

#### Après la présidence de MSF
Il est professeur associé à l’Institut d'études politiques de Paris (1994-1997) et participe aux travaux du CRASH, le Centre de Réflexion sur l'Action et les Savoirs Humanitaires. Il est chroniqueur au magazine trimestriel Alternatives Internationales[source insuffisante]. Il est lauréat du Prix de la Fondation Henri Dunant en 1997[réf. non conforme].
En 1999, il est coréalisateur avec son cousin, le cinéaste israélien Eyal Sivan, du documentaire Un spécialiste, portrait d'un criminel moderne sur le procès d'Adolf Eichmann (1961) dont le scénario est inspiré de l'essai Eichmann à Jérusalem de la philosophe Hannah Arendt.

#### Conflit israélo-palestinien
Il signe en en avril 2002 un texte collectif publié dans Le Monde « Soutenir Israël ? Pas en notre nom ! » critiquant le soutien inconditionnel apporté par le CRIF à la répression dans les territoires palestiniens occupés
Il participe, pendant la seconde intifada (2000-2005) et dans le contexte de l'intervention anglo-américaine en Irak, à de nombreux débats publics, en confrontation avec les intellectuels néoconservateurs français soutenant Israël et les États-unis.
En mai 2024, dans le contexte de la guerre à Gaza, il appelle la France et l'Europe à reconnaître la Palestine comme un État souverain,. Le 30 octobre 2024, il co-signe avec plusieurs autres personnalités comme Noël Mamère une tribune publiée dans Le Monde et dénonçant une « politique du 'deux poids, deux mesures'» menée par les états occidentaux dans leur traitement de la guerre en Ukraine d'une part et celui des guerres dans la bande de Gaza, en Cisjordanie et au Liban d'autre part.

#### Appel contre les frappes israéliennes au Liban en 2006
Il signe, en août 2006, un appel contre les frappes israéliennes au Liban, paru dans Libération et L'Humanité.
Il déclare, en novembre 2006, dans l'émission Salut les Terriens !, à propos de la création de l'État d'Israël en 1948 : « Je pense que si j'avais été, à l'époque, en situation de prononcer un jugement, je ne crois pas que j'aurais été favorable à la création de l'État d'Israël […] ». Il se déclare partisan d'un État bi-national en Palestine/Israël.
Tsunami d'Asie du Sud-Est
En 2005, à la suite de la mobilisation exceptionnelle en faveur des victimes du tsunami, il soutient la position de MSF d’arrêter de collecter des fonds pour l’urgence, celle-ci étant révolue alors que les campagnes battaient leur plein. Le président de MSF (Jean-Hervé Bradol) et lui sont les seuls à dénoncer publiquement ce qu’ils estiment être un traitement émotionnel trompeur. Rony Brauman, alors membre du conseil d’administration de France-Télévision, critique la confusion, source de conflits d’intérêts, entre information et mobilisation. Il proteste contre la mise en avant exclusive de la Fondation de France pour la récolte et la gestion primaire de fonds.

#### Opposition à l'intervention militaire de 2011 en Libye
En mars 2011, il s'oppose à l'intervention militaire en Libye dans laquelle la France est engagée. « Ce qui me gêne dans cette opération, c’est qu’on prétend installer la démocratie et un état de droit avec des bombardiers. Je ne sais pas où cette idée a été puisée, mais ce que je vois c'est qu'à chaque fois qu’on a essayé de le faire, non seulement on a échoué mais le remède qu’on prétendait apporter était pire que le mal », dénonce-t-il notamment. Il met en doute la réalité des exactions invoquées pour justifier l'intervention armée.
Il s'est également opposé, le 22 août 2012, sur France Inter, à une opération militaire en Syrie. En revanche, le 29 août 2013, dans une interview publiée dans le journal Le Monde, il se dit favorable à ce que les Occidentaux fassent des « frappes ciblées » en Syrie. Il y explique pourquoi les attaques chimiques sont, selon lui, bien plus répréhensibles que la tuerie de masse par bombardement et pourquoi on doit, dans certains cas, s'affranchir du Conseil de sécurité de l'ONU.
Le 30 novembre 2015, il est parmi les signataires de l’Appel des 58 : « Nous manifesterons pendant l'état d'urgence »,.
Le 16 janvier 2016 à l'antenne d'Europe 1, à propos d'un acte antisémite commis le 11 janvier 2016 à Marseille, au cours duquel un enseignant juif portant une kippa a été agressé à l'aide d'une machette par un adolescent de 16 ans, Rony Brauman assimile le port de la kippa à une « affiliation politique » et à un « signe d'allégeance à l'égard de la politique de l'État d'Israël ». Le Canard enchaîné estime qu'en cette occasion il avait franchi le « mur du çon ». Il s'explique et s'excuse le 18 janvier sur Mediapart de sa formulation trop rapide. Il explique défendre le droit de toutes les personnes à porter les signes religieux qu'elles désirent dans l'espace public, pour les raisons personnelles qui leur appartiennent. Il dénonce par ailleurs l'assimilation entretenue par le CRIF notamment entre judéité et soutien à la politique d'Israël, qui alimente l'antisémitisme.
Le 15 août 2016, Rony Brauman s'exprime dans le journal Libération pour dénoncer les dérives du « tourisme humanitaire » pratiqué par certaines sociétés commerciales.
Il est le parrain de la promotion 2016-2017 des étudiants de deuxième année (FGSM2) de la faculté de médecine de Nancy (université de Lorraine), portant ainsi le nom de « promotion Brauman ».

### Préfacier
- Karl Blanchet et Boris Martin (préf. Rony Brauman, postface « Le protocole compassionnel » par Olivier Weber), Critique de la raison humanitaire (Humanitarisme), Paris, Éditions du Cavalier bleu, 2006, br., 156, 22 cm (ISBN 2-84670-120-2 et 9782846701204, OCLC 300865348, SUDOC 099594390, présentation en ligne, lire en ligne).